# Кведа-Бзубзу
Кведа-Бзубзу (груз. ქვედა ბზუბზუ) — село в Кедском муниципалитете Грузии.

## География
Село находится на левом берегу реки Аджарисцкали, на расстоянии в 12 километрах от посёлка городского типа Кеда, административного центра муниципалитета. Абсолютная высота — 238 метров над уровнем моря.

## Население
По результатам переписи населения 2014 года, в селе проживает 261 человек (132 мужчины и 129 женщин). По национальной структуре грузины составили 100% населения села.
| Год  | Население |
| ---- | --------- |
| 2002 | 283       |
| 2014 | ↘261      |